# Barry Graham
Pour les articles homonymes, voir Graham.
Œuvres principales
- Le Livre de l’homme

Barry Graham, né en 1966 à Glasgow, est un écrivain et journaliste écossais, auteur de romans policiers. Il est aussi moine zen dans l'école Sōtō.

## Biographie
Il connaît une jeunesse difficile. Il est successivement boxeur et fossoyeur, puis rejoint un groupe qui pratique zazen, et devient plus tard bouddhiste. Il se lance dans l'écriture et publie la série romanesque Scottish Urban Gothic. 
En 1995, il part s'installer aux États-Unis, où il écrit une série policière intitulée Phoenix Noir. Aujourd'hui, il exerce la charge d’abbé au Sitting Frog Zen Center, en Arizona,. 
Écrivain, il est l’auteur du roman The Book of Man (Serpent's Tail, 1995), de recueils de récits, dont Les Nuits blanches d'Édimbourg (Before, 1997) et de recueils de poèmes, dont Traffic and Murder (2012). 
En tant que journaliste, à la demande de condamnés à mort aux États-Unis, il accepte d’assister à leur mise à mort. Il tire de cette expérience un article, ultérieurement développé dans un essai publié en 2008, Regarde les hommes mourir (Why I Watch People Die) publié en 2008, qui reçoit une médaille d’argent du Folio Prize . Ses textes paraissent dans divers magazines, dont le Harper's Magazine.

## Œuvre

### Romans

#### SérieScottish Urban Gothic
- Of Darkness and Light (1989)
- The Champion's New Clothes (1991) Publié en français sous le titre Le Champion nu, traduit par Clélia Laventure, Tusitala Editions, 2021, Prix Marianne-Un aller-retour dans le noir 2021[3]
- Get Out as Early as You Can (1992)
- The Book of Man (1995) Publié en français sous le titre Le Livre de l’homme, traduit par Clélia Laventure, Paris, Tusitala Editions, 2016

#### SériePhoenix Noir
- How Do You Like Your Blue-Eyed Boy? (2012)
- The Wrong Thing (2012)
- When It All Comes Down to Dust (2012)
- One for My Baby (2014)

#### Autre roman
- Cactus Jungle (1999)

### Recueils de nouvelles
- Before (1997) Publié en français sous le titre Les Nuits blanches d'Édimbourg, traduit par Marie Chabin, Paris, 13e note, 2012
- Scumbo: a Novella and Stories (2011)
- The Host: a Thomas Carnacki Short Story (2012)

### Poésie
- Traffic and Murder (2012)
- Love and Rain: Poems of the Way (2013)

### Essais
- Why I Watch People Die (2008) Publié en français sous le titre Regarde les hommes mourir, traduit par Dorothée Zumstein, Paris, 13e note, 2011
- Kill Your Self: Life After Ego (2011)Publié en français sous le titre La vie après l'ego,  traduit par Michael Belano, Paris, Pocket, 2020
- Dark Heat (2012)

### Anthologies
- Intoxication (1998), en collaboration Publié en français sous le titre Intoxication: l'écriture sous stupéfiants, Vauvert, Éditions Au diable Vauvert, 2001
- Suspect Device (1998), en collaboration
- Phoenix Noir (2009), en collaboration